# インフレータブルバルーン

ハスキー犬をかたどったインフレータブルバルーンの一例。

インフレータブルバルーン（英: Inflatable balloon）は、空気膜構造物の一種で、送風機により常時空気を入れて膨らませて使うバルーンの総称である。
なお、この記事では送風機の使用が不要であるがイベント用資材として同様に使われることの多い塩化ビニール風船についても紹介する。

## インフレータブルバルーン
インフレータブルバルーンとは、ナイロン製平織物のナイロンタフタ・光沢性のある合成皮革のセシーナ・テント生地に使われるターポリンなどの特殊素材の生地を縫い合わせたバルーンに常時空気を入れて運用をする空気構造物の総称である。
また着ぐるみバルーン、スカイダンサー、バルーン投光器、エアブロー人形、エアロバルーンなど小規模のものや膜の軽量化が求められるものでは特殊な薄い布素材などが用いられる。
インフレータブルバルーンはガスバリア性が低いためヘリウムなどの浮揚ガスで浮かせることはできず、多くの製品は運用中は常時電動のエアブロアで送風し続けて用いられることが多い。
インフレータブルバルーンは公共イベントの仮設の遊興施設にとどまらず、様々な用途に作られたものが存在するが、固定して用いられるものの多くは土台に重しを付けて用いられる。

### フワフワ

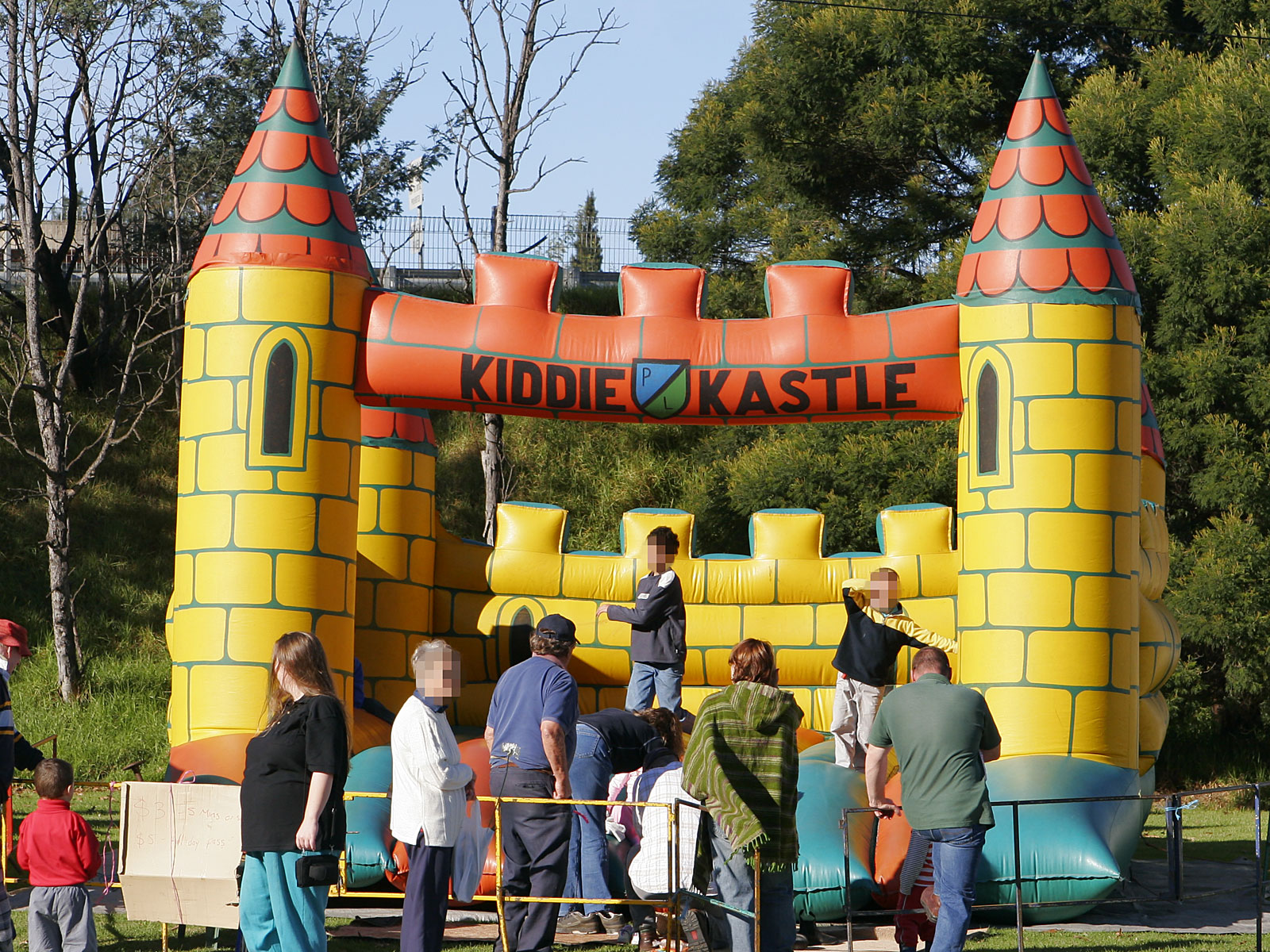
バウンシーキャッスルの一例。

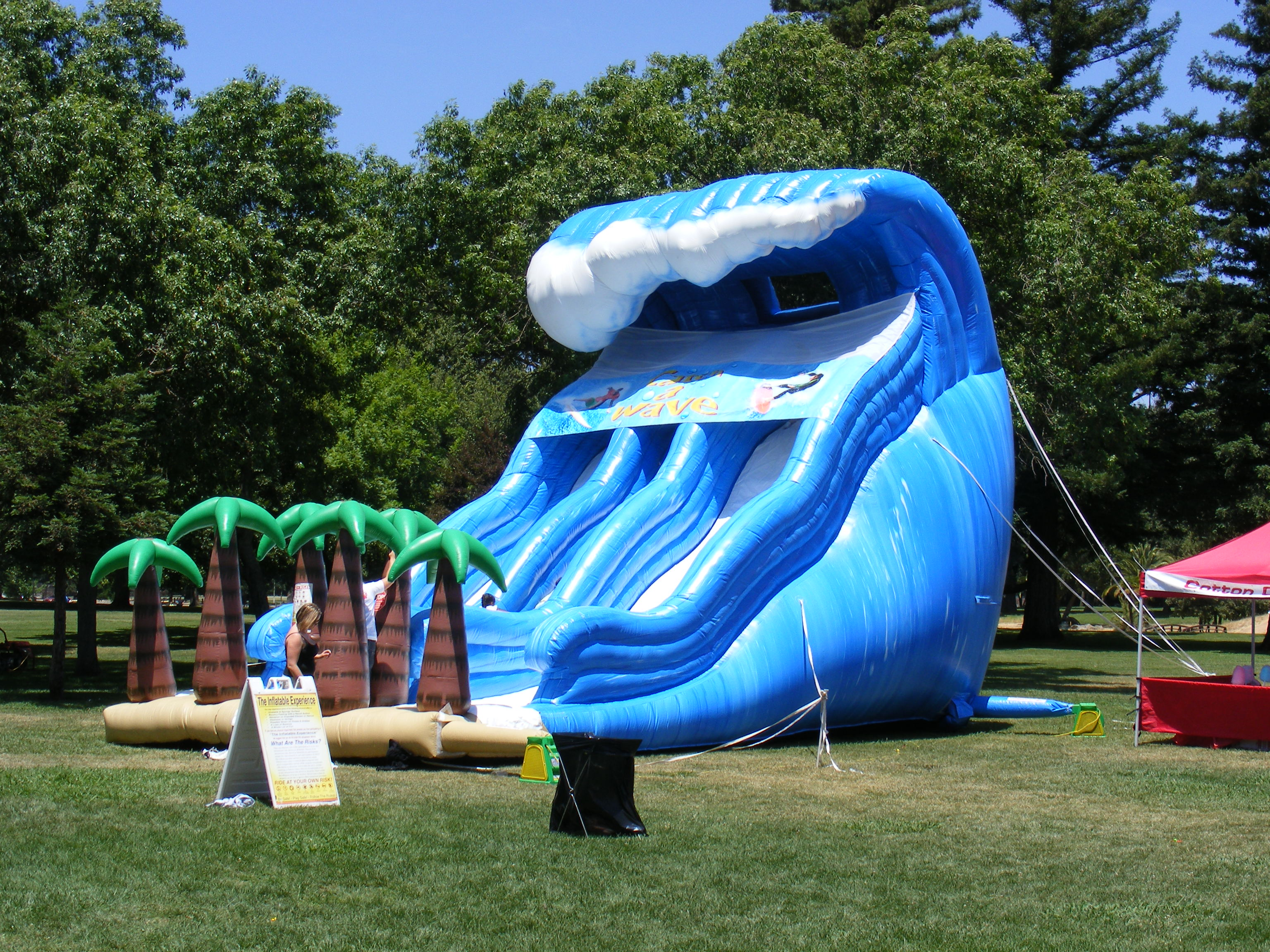
バルーン滑り台の一例。

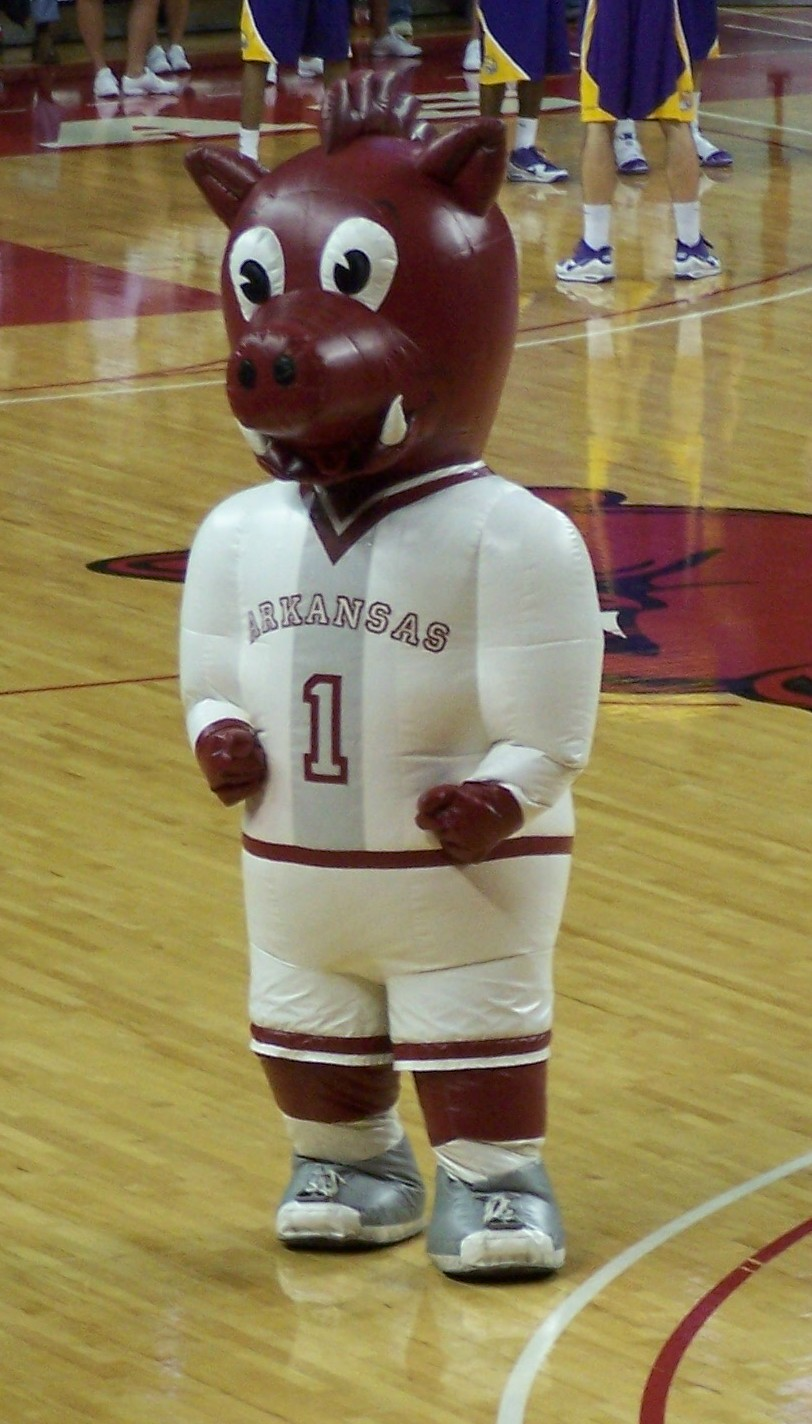
着ぐるみバルーンの一例。
(写真は野豚をかたどったアメリカ・アーカンソー大学の男子スポーツチーム「アーカンソー・レイザーバックス」のキャラクターのTusk)

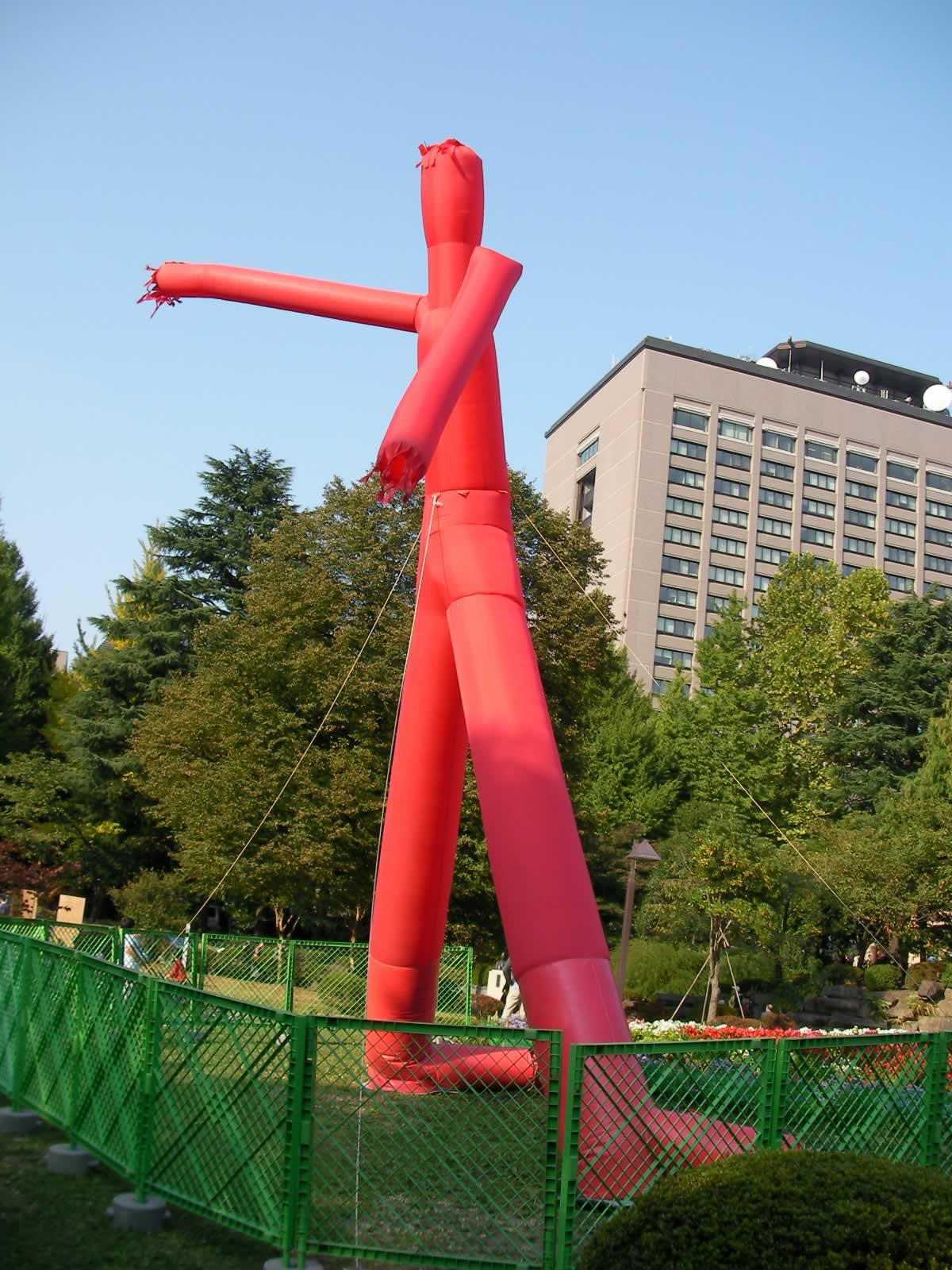
スカイダンサーの一種、パフォームエア（勾当台公園、2008年10月）

フワフワ(Inflatable Bouncer)とは、ふわふわトランポリンとも呼ばれる空気圧式の仮設の大型トランポリン遊具のこと。通常はお子様限定の遊具として用いられる。なお、フアフア・FUAFUAの名称は商標登録されている。類似名称の「ふわふわ」「フワフワ」も該当すると思われる。
ドーム式
巨大なキャラクターをかたどったバルーンの内部は窓の付いたドームハウスになっており、中で自由に飛び跳ねることのできる空気圧式のトランポリンになっている。バルーンの形状はカスタマイズが可能で、遊具自体が高さがあり大型であるためキャラクターのＰＲやランドマークの役割を果たすことも期待できることから、企業がオリジナルのキャラクターをかたどったものが製作されて使われることが多い。
オープン式
バウンシーキャッスルとも呼ばれ、家や城をかたどった青天井のトランポリン遊具で、滑り台の機能をもつ遊具もある。
プールトランポリン
施設のプールの水上に浮かべて使用する空気注入式トランポリン遊具で、滑り台の機能をもつ遊具もある。

### バウンシーキャッスル
バウンシーキャッスル(Bouncy Castle)とは、バルーンキャッスルとも呼ばれ、城などをかたどった四角い部屋状のバルーン遊具で中は空気圧式のトランポリンとなっており、空気圧式の滑り台が設置されていることもある。また、バウンシーキャッスルの中は沢山のボールで埋めたボールプールになっていることもある。　

### バルーン滑り台
バルーン滑り台(inflatable slide)とは、スライダーとも呼ばれる巨大な滑り台の斜面を持つ滑り台を持つ大型のバルーン遊具。

### ふわふわドーム
耐候性のある膜状のバルーンに送風機で送風することによりなだらかな山を形成する屋外常設型のトランポリン遊具。

### エアアーチ
エアアーチ(inflatable arch)とは、太く弧状あるいは門状になったバルーンに送風機で空気を送り込むことでアーチを作るイベント用のバルーン資材。
なおバルーンアートで、複数の風船を使ってアーチ状に形成した装飾は「バルーンアーチ」と呼ばれている。

### エアポール
エアポールとは、太く棒状になったバルーンに送風機で空気を送り込むことで、会場の門柱として装飾するイベント用のバルーン資材。

### インフレータブルトンネル
インフレータブルトンネル (Inflatable tunnel) とは、アーチ状のエアチューブを連ねた形状の仮設のトンネルのこと。イベントのアトラクションや、ミニSL・新幹線が通過するオブジェとして使われる。

### 着ぐるみバルーン
着ぐるみバルーン(Inflatable costume)とは、中に人が入る着ぐるみのうち、着ぐるみのキャラクターの表面が膜状のバルーンになっており、バッテリーで駆動する送風機によりキャラクターの体型を維持する仕組みの着ぐるみのこと。体がバルーンのためキャラクターの感触が柔らかい特徴を持つ。

### スカイダンサー
スカイダンサー(Sky dancer)とは、棒状や人形型の布袋でできたチューブに送風機で下から送風することにより、様々な形状に動き回るバルーンアトラクション資材。スカイダンサーはエアダンサー(Air dancer)や、スカイガイ(flyguy)とも呼ばれる。
具体的には、単一のチューブ状のものは下に送風機が付いておりフライチューブ(Fly tube)と呼ばれるほか、人形型のものは両足の部分にそれぞれ送風機が付いており、パフォームエア(Perform air)と呼ばれる。　

### バルーン投光機
球状の白色のバルーンの中に水銀灯を設置し、発光とともにバルーンの中に空気を入れることで効率よく周囲を均一に照らす夜間の工事・イベント照明資材。バルーン投光機には発電機を搭載したものもある。

### エアブロー人形

トナカイに曳かれたそりに乗るサンタクロース姿の仙台四郎のエアブロー人形（2016年12月）。アーケードに設置された送風機から2本のパイプがつながっている。三瀧山不動院（真言宗智山派）のクリスマス装飾。

薄手の生地でできた雪だるまやサンタクロース、招き猫などをかたどったバルーンに送風機で空気を送り込み使用するPOP製品。バルーンの中に照明の付いたものや、内蔵のモーターにより間欠的にバルーンが動くものもある。店頭POPに使われるほか、クリスマスの屋外デコレーションにも使われている。

### グラフィックバルーン
グラフィックバルーンとは、2Dデザインを3D曲面データに変換し印刷して製作されたバルーンのこと。球体に限らず、ペットボトル型やキャラクター、人の顔、リアルな地球等様々
、塗装等では表現しきれない細やかなデザインに対し用いられる。

### エアロバルーン
エアロバルーンとは直径2～3mの球体の中から人や物を登場させる演出に使われるバルーン装置のこと。
特注の物は車両を丸ごと包む巨大なサイズの物もある。バルーン内は常時送風されており、球皮は特殊クロスやマジックテープなどで作られ繰り返し使用ができる設計になっている。
従来の高価なゴム風船による同様の演出に比べバルーン内にスムーズに入りやすく、不意の破裂などのトラブルもなく信頼性が高いため、現在では観客の多いイベントや結婚式のキーパーソンの登場シーンの演出や新作発表会などのインパクトのある演出に多用されている。

### バルーンテント
バルーンテントとはエアテントとも呼ばれ、チューブをアーチ状にしたものを多数並列した構造の巨大なバルーンを屋根に用いた仮設テントのこと。災害時などでの利用が想定されている。

## 塩化ビニール風船

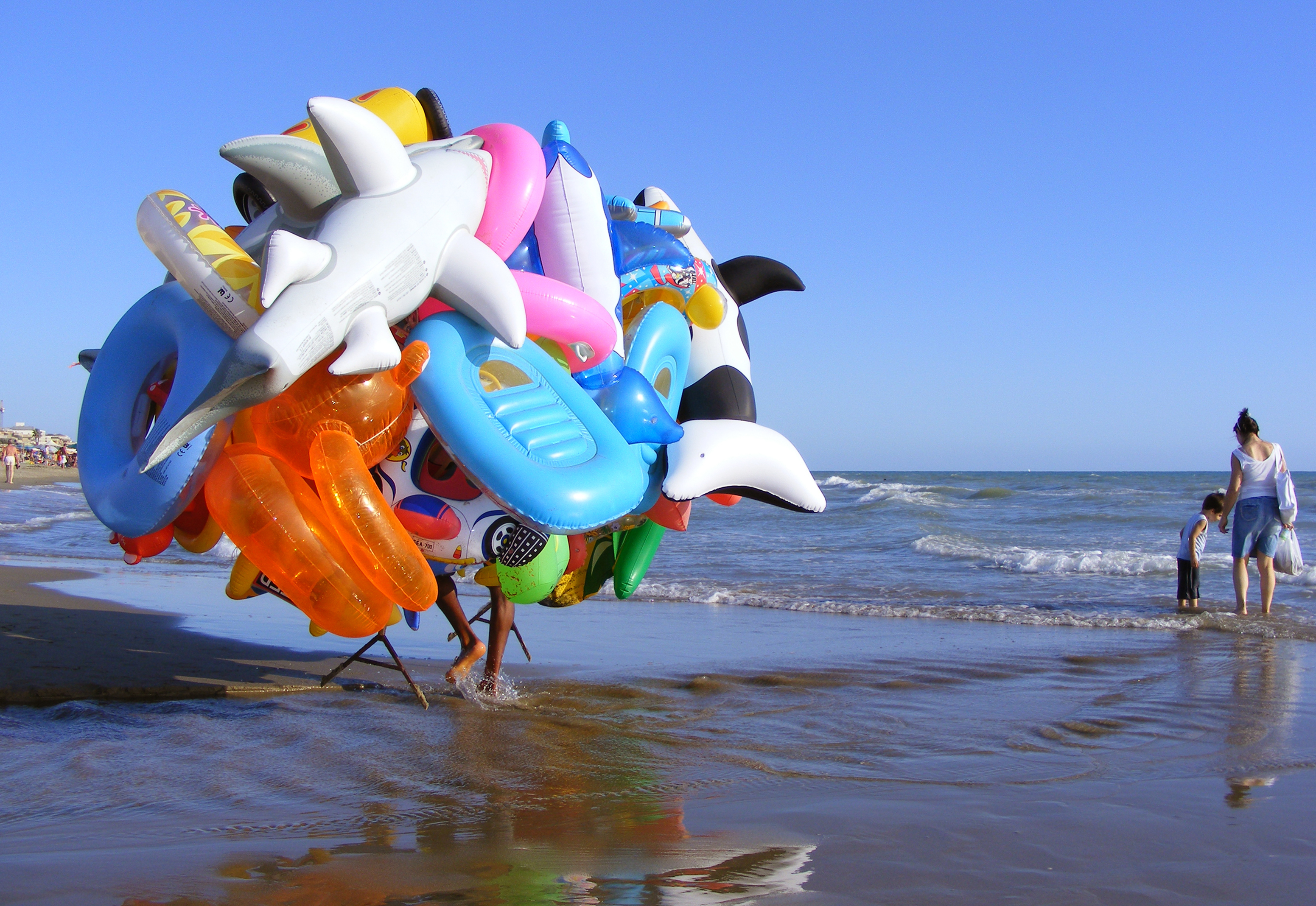
浜辺で空気玩具を売り歩く行商人。

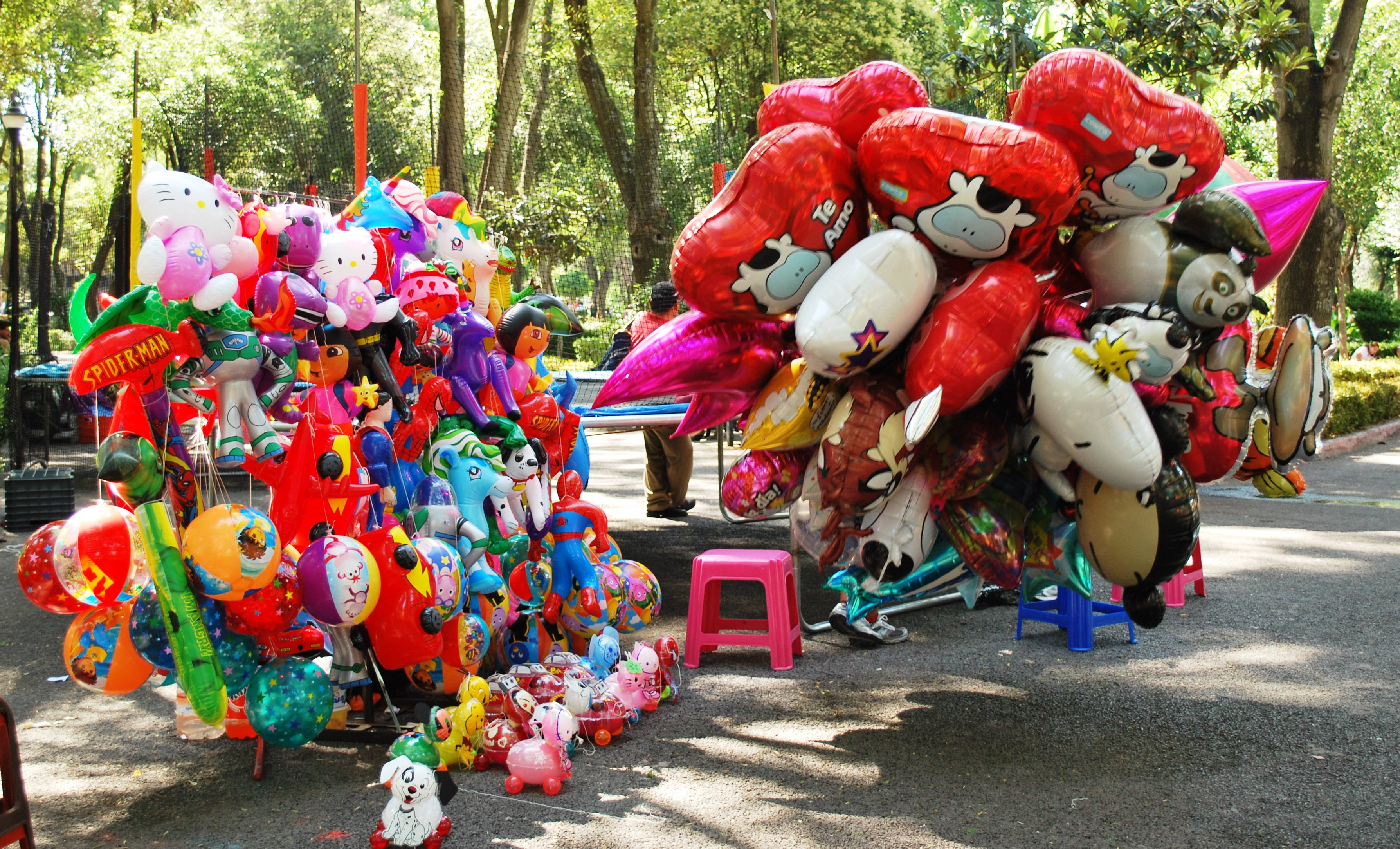
メキシコシティのロスヴェナドス公園の路上の玩具販売。

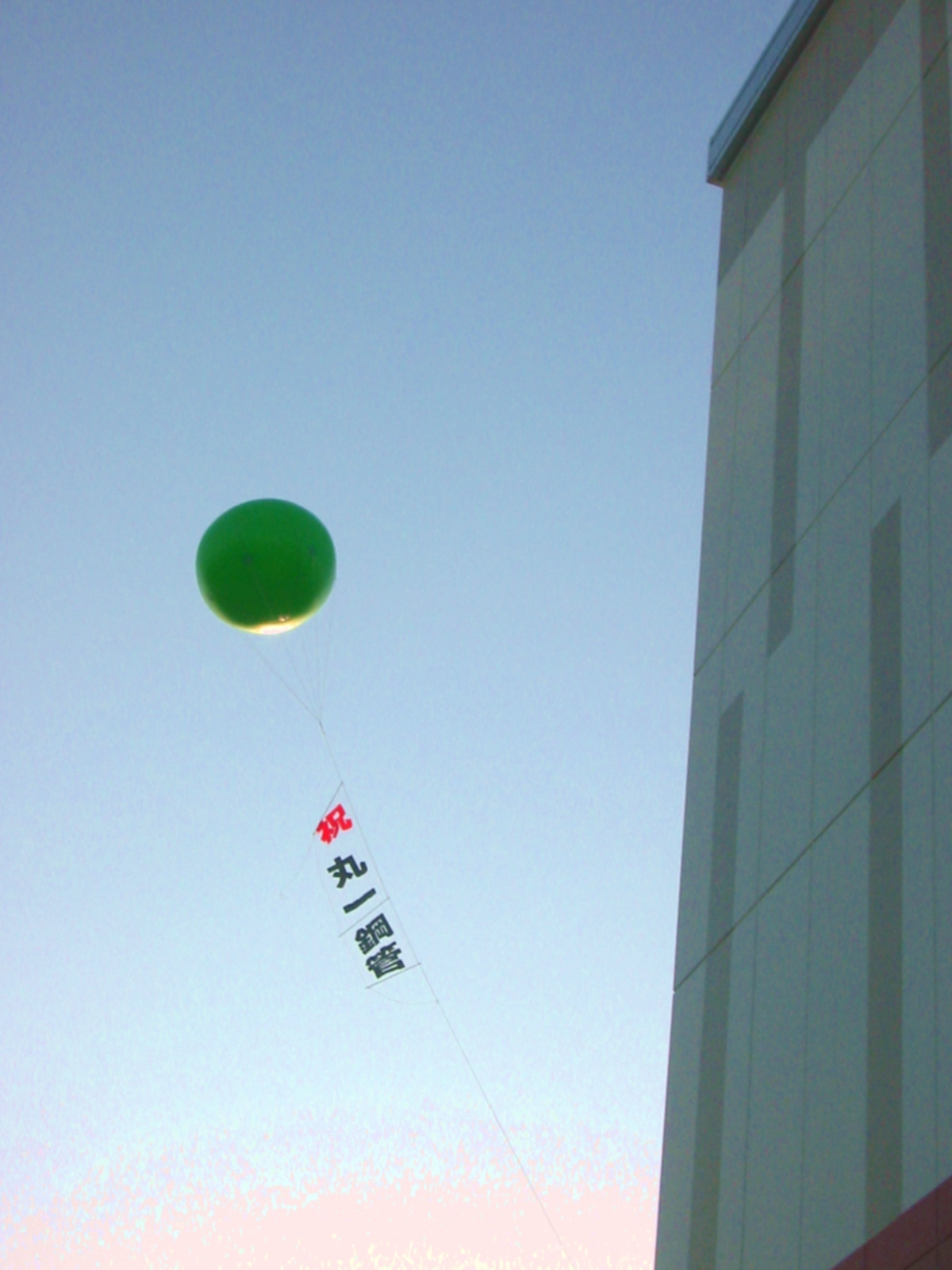
アドバルーン広告の一例。
アドバルーン広告で掲げられる係留気球の高度は高くても50mである。

塩化ビニール風船とは、塩化ビニール(PVC)系のフィルムなどを用いたバルーンのこと。マイラーバルーンよりも丈夫で造型の自由度があり、大型の物はヘリウムガスなどの浮揚ガスで浮かせることもできるが、一般にマイラーバルーンよりもガスバリア性が劣る。
身近な物ではレジャー用のビーチボール、浮き輪。普及が進んでいるトレーニング用のバランスボールや取っ手の付いた運動用ボールのホッピングボール、乗用玩具のロディ。塩化ビニールの中空製品は、露店で売られるダッコちゃんに代表される抱き人形や各種空気ビニール人形、剣やエアバット、エアハンマー、ビニールフラフープなどの縁日玩具。ビニールパンチボール、ウニウニボールなどのボール類。犬や昆虫の車付きお散歩玩具など多くの商品が製造されている。

### デコバルーン
デコバルーン（装飾用ビニール風船）とは、塩化ビニール製の結びしろの付いたバルーンデコレーション用の球体のバルーン。耐候性に劣るゴム風船の代用品として用いられる。バルーンを丸く膨らませるにはある程度の圧力が必要で、エアコンプレッサーや減圧させた窒素ガスボンベなどで膨らませる必要がある。また重量があるためヘリウムガスなどの浮揚ガスを入れても浮かない。作品の劣化・退色がしにくく、メンテナンスフリーのメリットがあるため、数ヶ月程度の長期展示や直射日光の当たる屋外設置のバルーンデコレーションの材料に向いている。

### 係留気球
係留気球（繋留気球）とは、地上にロープで係留して用いる浮揚ガス入り大型気球の総称。
係留気球の形状には、球体や飛行船（ブリンプ）型、カプセル型、キューブ型、ドーナツ型などが一般的であるが、特注で独自の形状のバルーンを製作することが可能である。
用途はアドバルーンなどのイベント・宣伝広告用をはじめ、航空撮影、気象観測・大気公害調査、建物の立地調査や無線局の電波調査などで幅広く使われる。

### アドバルーン
アドバルーン（Advertizing balloon）とは広告気球とも呼ばれる塩化ビニール製のシートなどを貼り合わせて作られた気球のことで、日本ではアドバルーン広告といわれる宣伝文の書かれた幕を引き上げて広告する宣伝方法や広告を掲げた係留気球で知られる。
アドバルーンの気球はオリジナリティのある形状のものを作ることができる。企業名が印刷され独特の形状で製作されたオリジナルアドバルーンは、業界の大型の商談会などで天井に吊るしたり、ヘリウムガスで浮かして用いられるが、ヘリウムガスで浮かせる場合、浮力が確保できる概ね直径2m以上の大きなものを製作する必要がある。

### オリジナルインフレータブル
オリジナルインフレータブルとは、企業などの依頼により、独自に製作されるバルーンのことで、ガス注入型と空気送風型のインフレータブルバルーンがある。
オリジナルインフレータブルは必ずしも球体のものとは限らず、立体の人気キャラクターや市販商品の形状を巨大化させたものやビルの壁面に取り付けられるような平面状のものも製作される。
ガソリンスタンドの屋上に設置される気球などをかたどったバルーンはルーフトップバルーンとして店舗の目印として使われている。
近年3Dゲーム等のリアルなキャラクターを実際の3Dモデルより製作する技術革新により、よりリアルで細やかな表現を可能にしている。

### ビデオバルーン

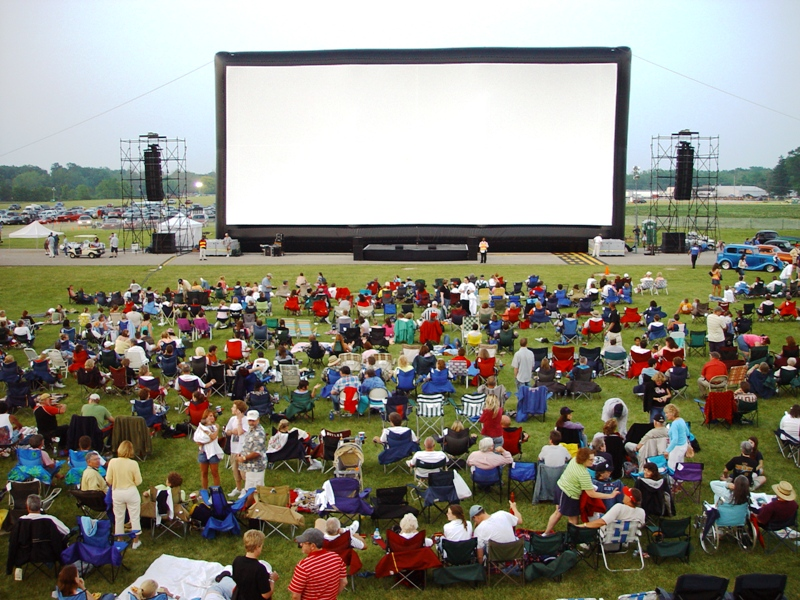
インフレータブルスクリーンの一例。日本においては車載型オーロラビジョンが使われることも多い。

ビデオバルーン（Video balloon）とは、直径1mから10m程度の球面のスクリーンにビデオやコンピューター映像を半球面もしくは全球面に投射表示する演出効果。
球体のスクリーンと半球面を投影するビデオプロジェクターを１台ないし２台、および各種映像設備で構成される。
1m程度の小型のものはスクリーン処理をした球体スクリーン。2m以上の物はスクリーン加工をした空気やヘリウムガスを注入したバルーンや送風機を使用するインフレータブルバルーンが使われ、固定や係留をして使われる。またヘリウムガスを注入するバルーンはおおむね6mの大型のもので使われる。
なお、同様に映像演出につかわれる装置としては、空気送風式の映像スクリーンのインフレータブルスクリーン(Inflatable screen)がある。

### 大型係留ガス気球

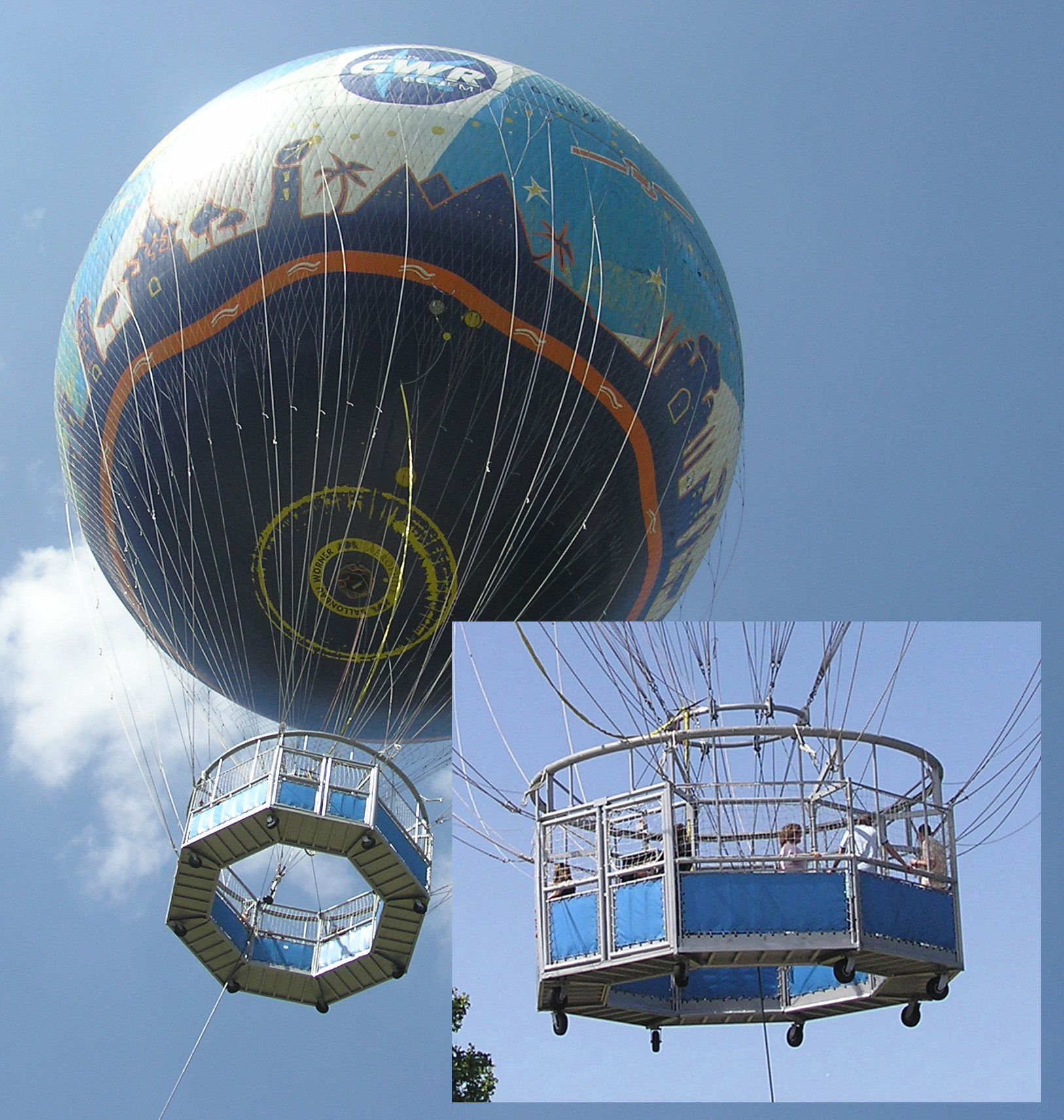
大型係留ガス気球の一例。

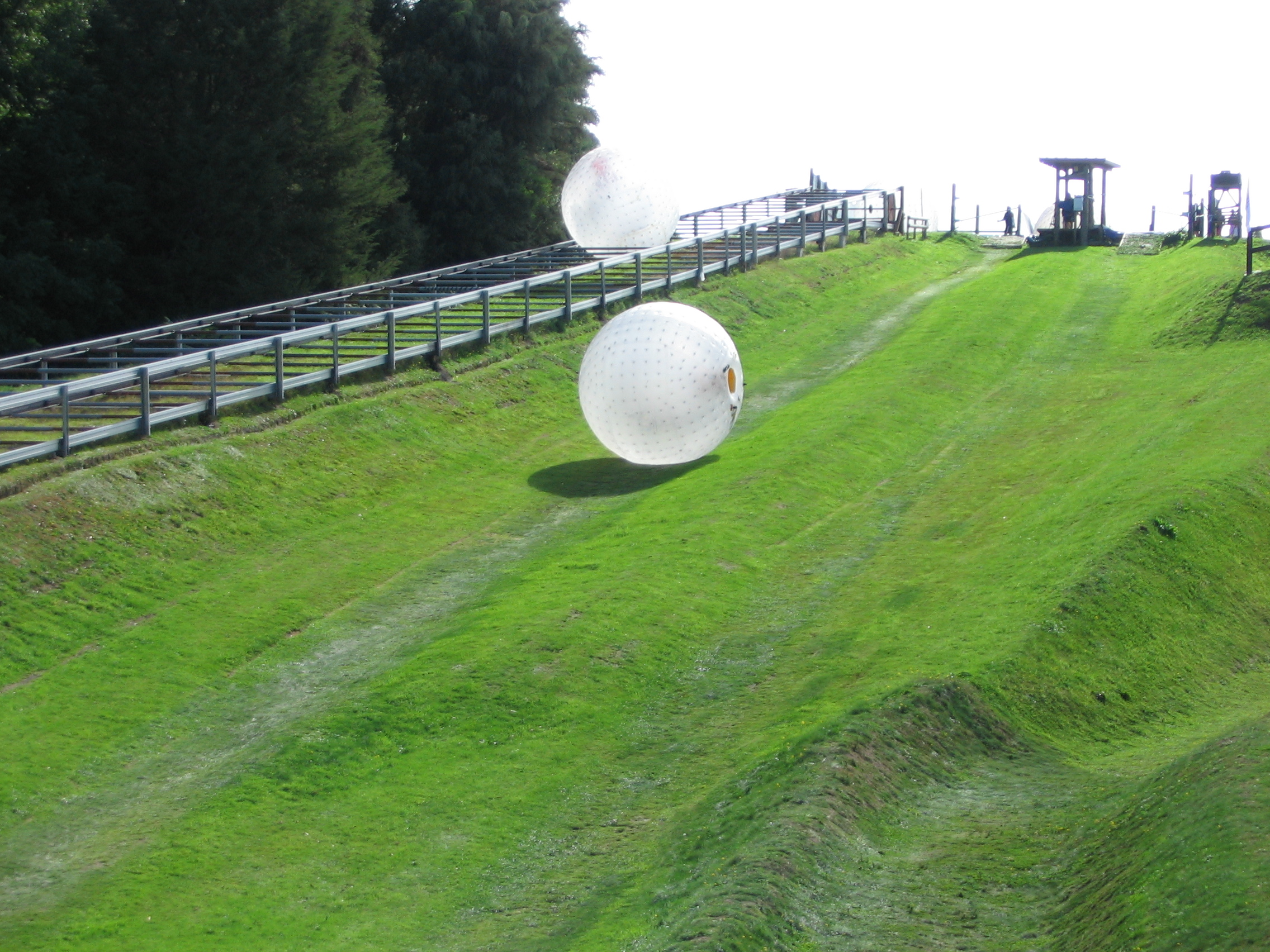
ゾーブの一例。
（ニュージーランドのロトルアで）

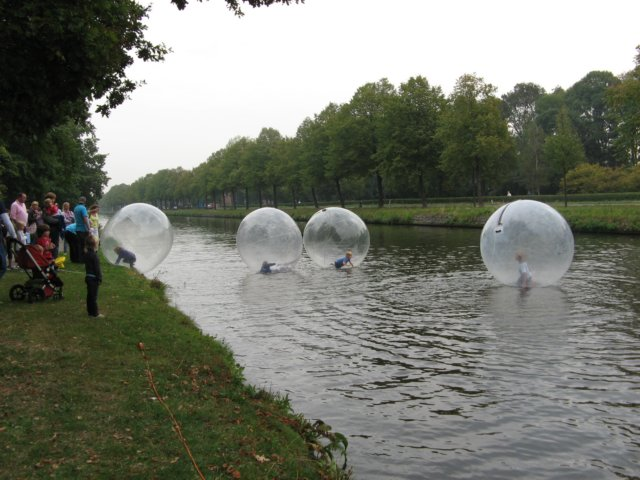
ウオーターボールの一例。

大型係留ガス気球とは、ヘリウムガスで満たした大型の気球に、多くの観光客を乗せるゴンドラを取り付けたもので、観光地や旧跡を上空から眺めることができるもの。

### ジャンピングバルーン
ジャンピングバルーンとは、係留気球のうち、安全ベルトを装着した人を空中に引き上げるアトラクション用の気球のこと。
直径4.5～7m程度の大型の係留気球が使われ、大型のものは大人（体重70kg程度）でも乗用が可能である。

### ゾーブ
ゾーブ(Zorb)とは、透明な塩化ビニール(PVC)製の直径3.2mの中空ボール遊具のこと。
ボールの内室は分厚い空気層により衝撃を吸収することができ、人がそのまま、あるいはハーネスを着用して入り水上や斜面などで楽しむことができる。
ゾーブには球体のほかにシリンダー（パイプ構造）の物がある。

### ウォーターボール
ウォーターボールとは、透明な塩化ビニール(PVC)製でできた直径約2.5mの透明なビーチボール状の水上遊具のこと。
ボールには中に人が入れる大きさの口があり、空気を入れて人間が中に入り口を密封することで、球内で人が水上で浮くことができる。
密閉状態になるため球内に人が滞在できるのは通常は10分程度である。新型のウォータースポーツのひとつであり、水中を観察する環境体験目的にも使われている。

### ノンリフトバルーン
ノンリフトバルーンとは、気球製作所が開発したポリエチレン系のPETフィルムなど主材料に作られたテトラ型や球型の一定高度浮遊型の大型の気球のこと。
空気とともに気球の重量に見合う浮揚ガスを入れ、気球を大気と同じ密度にすることで、一定高度における気流の流れの観測ができ、乱気流や大規模な公害などの調査に用いられる。
レーダー反射観測用にはアルミ蒸着フィルムのものが用いられるが、一定高度で飛行するため未確認飛行物体(UFO)と間違えられることがある。

### パンチングバルーン
パンチングバルーンとは、縦長で下におもりの付いた塩化ビニール製のバルーンのこと。おきあがりこぼしのように押し倒しても元通りに立ち上がる。人気キャラクターを印刷し、書店やビデオ店などの広告・宣伝ツールとして使われることも多い。

### ジャンボエアポップバルーン
ジャンボエアポップバルーンとは、塩化ビニール製のフィルムで作られた円柱状の大型バルーンのこと。広告を印刷しパチンコ店などの巨大POPに用いられる。